# 塘坪镇
塘坪镇，是中华人民共和国广东省阳江市阳东区下辖的一个乡镇级行政单位。

## 行政区划
塘坪镇下辖以下地区：
塘坪社区、新陂村、朝东村、禾石村、楼墩村、马尾村、平山村、朋江村、赤岗村、湾龙村、塘坪村、上村、长乐村、乐郊村、北甘村、宁光村和双麻村。